# Ignaz Venetz
Ignaz Venetz (Visperterminen, 21 marzo 1788 – 20 aprile 1859) è stato un ingegnere, naturalista e glaciologo svizzero.
Venetz fu uno dei primi scienziati a riconoscere nei ghiacciai una delle maggiori forze che modellano la terra. Lavorò inizialmente nel Canton Vallese. Nel 1821 completò la prima stesura della sua opera Mémoire sur les Variations de la température dans les Alpes de la Suisse, dove ipotizza che la maggior parte dell'Europa, in un certo momento del passato, fosse ricoperta dai ghiacciai. Il libro fu pubblicato nel 1833, dopo ulteriori ricerche nelle Alpi svizzere, sette anni prima che Louis Agassiz pubblicasse la sua famosa opera Étude sur les glaciers (Studio sui ghiacciai).